# Partit Socialista dels Treballadors d'Alemanya
El Partit Socialista dels Treballadors d'Alemanya (alemany: Sozialistische Arbeiterpartei Deutschlands, SAPD) va ser un partit polític socialista alemany. Va ser constituït amb prop de 20.000 membres que es van separar del Partit Socialdemòcrata d'Alemanya a la tardor de 1931. Entre els fundadors hi havia sis membres del grup parlamentari del SPD (Kurt Rosenfeld, Max Seydewitz, August Siemsen, Heinrich Stroebel, Hans Ziegler i Andreas Portune). El 1931 mateix, el que restava de l'USPD, amb Anna Siemsen, Theodor Liebknet i Kate Frankenthal, es va fusionar amb el partit i, a més, el 1932 alguns partidaris del Partit Comunista d'Alemanya, com Heinrich Stahmer, es van unir al grup. També hi confluïren militants del Partit Comunista d'Alemanya (Oposició), com Paul Frölich, Jacob Walcher, August Enderle, August Ziehl i Heinrich Galm. També s'hi incorporà la Lliga Socialista de Georg Ledebour, la Comunitat de Treballadors per una Política Socialista d'Esquerra, amb Fritz Küster, i intel·lectuals marxistes independents com Fritz Sternberg. Així i tot, els seus afiliats mai foren molts. A partir de 1933, els membres del grup van treballar il·legalment contra el nazisme. Molts dels seus militants varen ser empresonats o ingressats a camps de concentració, d'altres, com Ernst Eckstein i Franz Bobzien, foren assassinats.
A la seva ciutat natal, Lübeck, el jove Herbert Karl Frahm, més tard conegut com a Willy Brandt, es va unir al SAPD en contra del consell del seu mentor Julius Leber. En la seva autobiografia, Brandt va escriure:
A la tardor de 1931, els nacionalistes nazis i alemanys, els SA i el Stahlhelm es van unir per formar el "Front de Harzburg". […] Va ser just en aquest moment que l'esquerra dels socialdemòcrates es va separar, arran de mesures relacionades amb l'organització i la disciplina preses pels líders dels partits. Uns quants membres del Reichstag, diversos grups del partits actius, sobretot a Saxònia, i una part important dels joves socialistes van seguir a les persones que demanaven la fundació d'un partit obrer socialista.
El 1934, els joves de SAPD van participar en la fundació de l'Oficina Internacional d'Organitzacions de la Joventut Revolucionària. El congrés es va celebrar als Països Baixos i va ser interromput per la policia holandesa. Diversos delegats del SAPD van ser lliurats a les autoritats alemanyes. El congrés es tornà a convocar a Lille. Brandt va ser elegit membre de la secretaria de l'organització i va treballar a Noruega per a la Mesa.
El SAPD estava afiliat al Centre Marxista Revolucionari Internacional, però va trencar amb el partit principal d'aquesta internacional (el Partit Laborista Independent) per la qüestió del front únic i el front popular.
Després de 1937 la majoria de les estructures del partit havien estat destruïdes per la repressió, sols continuaren actius petits cercles. L'executiu estava radicat a París. El SAPD va participar en el Cercle Lutetia per tractar de conformar un front popular alemany. Membres del SAPD combateren durant la guerra civil en les milícies del Partit Obrer d'Unificació Marxista (POUM).
Durant la Segona Guerra Mundial, alguns membres del SAPD van emigrar a la Gran Bretanya i van treballar des d'allà pel partit. Molts d'ells es van convertir en membres del SPD, per la qual cosa el SAPD no es va tornar a fundar després de la Segona Guerra Mundial. Willy Brandt va esdevenir finalment líder del SPD, un dels principals partits polítics d'Alemanya Occidental de l'època moderna, sent elegit canceller d'Alemanya el 1969.